# Ochrotropis elongata
Ochrotropis elongata är en mångfotingart som först beskrevs av Henri W. Brölemann 1905.  Ochrotropis elongata ingår i släktet Ochrotropis och familjen Aphelidesmidae. Inga underarter finns listade i Catalogue of Life.